# قطعنامه ۱۱۳۵ شورای امنیت
قطعنامه ۱۱۳۵ شورای امنیت سازمان ملل متحد که در تاریخ ۲۹ اکتبر ۱۹۹۷ تصویب شد، سندی بین‌المللی دربارهٔ بررسی وضعیت در آنگولا است. این قطعنامه طی نشست ۳۸۲۷ام با ۱۵ رای موافق، ۰ مخالف و ۰ ممتنع تصویب شد.